# Д’Асте, Стефано
Стефано Д’Асте (итал. Stefano D'Aste; родился 26 февраля 1974 года в Генуе, Италия) — итальянский автогонщик.
- Победитель Независимого зачёта WTCC 2007 года.

## Спортивная карьера
Стефано начал свою карьеру в моторных видах спорта с мотоспорта, в середине 1990-х периодически стартуя в национальном чемпионате в классе Sport Production, периодически борясь на трассе с Валентино Росси.
Карьера в мотоспорте особо не задавалась и постепенно генуэзец переключился на автоспорт, сначала стартуя в ралли, а позже попробовав себя и в кольцевом автоспорте. Попытки как-то проявить себя в гонках «формулической» техники не привели к быстрому результату и постепенно итальянец сосредоточился на кузовных гонках. Параллельно не прерывалась карьера в ралли. где Д`Асте вскоре мог похвастаться серией из подиумных финишей на домашнем ралли Монцы.
В кольцевых кузовных гонках Стефано некоторое время выступал в монокубке Renault Clio, где за несколько сезонов смог дорости до борьбы за титул чемпиона, а также неплохо зарекомендовать себя перед руководством команды Proteam Motorsport, с которой он вскоре перейдёт в чемпионат Европы. Итальянцы не смогли добиться заводской поддержки какого-либо автопроизводителя, но в зачёте частников смогли оказаться достаточно конкурентоспособны и периодически боролись за титул в личном зачёте. После нескольких сезонов борьбы в 2008 году Стефано смог наконец завоевать титул лучшего частного пилота.
К концу 2000-х из-за различных разногласий с командой Д`Асте периодически вынужден был искать себе новое место работы — несколько раз его принимал Wiechers-Sport, но перед началом сезона-2011 и вариант контракта с немецкой командой оказался невозможен и генуэзец перешёл в еврокубок FIA GT4. Накопленный за время выступлений в европейском и мировом туринге опыт борьбы оказался весьма полезен и Стефано очень быстро смог на равных бороться с лидерами серии, а в итоге закончить год в тройке призёров общего зачёта.
Расставание с WTCC не продлилось долго — уже в середине сезона-2011 немцы расстались с Урсом Сондереггером и на трёх европейских этапах Стефано вновь участвовал в гонках чемпионата мира. Реформы серии сильно изменили расстановку сил и за короткое время он смог почти удвоить своё число очковых финишей в абсолюте. В 2012 году Д`Асте остался в серии и с самого начала смог бороться в группе пилотов позади доминировавших в чемпионате пилотов RML Group. Регулярно набирая очки итальянец всё чаще оказывался в районе поула второй гонки. Дважды он смог воспользоваться преимуществом своей заднеприводной BMW, воспользовавшись неразберихой в стане лидеров гонок по скорости он дважды одерживал победы, победив сначала в Австрии, а затем в Японии.

## Статистика результатов в моторных видах спорта

### Сводная таблица
| 2000 | Итальянская Ф-Рено 2000              | Rp Motorsport                   | 4   | 0   | 0   | 0   | 6   | 23-й |
| 2001 | Трофей Renault Clio                  | н/д                             | н/д | 0   | 0   | 0   | 4   | 32-й |
| 2002 | Трофей Renault Clio                  | н/д                             | н/д | 0   | 0   | 0   | 50  | 8-й  |
| 2003 | Трофей Clio Speed                    | Proteam Motorsport              | н/д | н/д | н/д | н/д | 116 | 3-й  |
| 2004 | ETCC                                 | Proteam Motorsport              | 14  | 0   | 0   | 0   | 1   | 20-й |
| 2005 | ISTCC                                | Proteam Motorsport              | 5   | 0   | 0   | 0   | 21  | 7-й  |
| 2005 | WTCC                                 | Proteam Motorsport              | 19  | 0   | 0   | 0   | 8   | 18-й |
| 2006 | WTCC                                 | Proteam Motorsport              | 20  | 0   | 0   | 0   | 0   | НК   |
| 2007 | WTCC                                 | Wiechers-Sport                  | 22  | 0   | 0   | 0   | 0   | НК   |
| 2008 | Европейский Кубок GT4 (класс Lights) | Lotus Cars                      | 1   | н/д | н/д | 0   | 16  | 7-й  |
| 2008 | WTCC                                 | Proteam Motorsport              | 22  | 0   | 0   | 0   | 2   | 18-й |
| 2009 | Toyo Tires 24H Series (класс A4)     | PB Racing SRL                   | 1   | н/д | н/д | 1   | 0   | НК   |
| 2009 | WTCC                                 | Wiechers-Sport                  | 21  | 0   | 0   | 0   | 3   | 18-й |
| 2010 | Superstars GT Sprint                 | PB Racing                       | 2   | 0   | 0   | 0   | н/д | 42-й |
| 2010 | WTCC                                 | Proteam Motorsport              | 19  | 0   | 0   | 0   | 3   | 19-й |
| 2011 | Европейский Кубок GT4                | н/д                             | н/д | н/д | н/д | н/д | 180 | 3-й  |
| 2011 | WTCC                                 | Wiechers-Sport                  | 6   | 0   | 0   | 0   | 12  | 17-й |
| 2012 | WTCC                                 | Wiechers-Sport                  | 24  | 0   | 0   | 2   | 144 | 7-й  |
| 2013 | WTCC                                 | PB Racing                       | 23  | 0   | 0   | 0   | 20  | 16-й |
| 2015 | WTCC                                 | ALL–INKL.COM Münnich Motorsport | 24  | 0   | 0   | 0   | 28  | 14-й |

## Интересные факты
- В гонках Стефано выступает в комбинезоне, верхняя часть которого оформлена в виде классического костюма, перекрашенного в цвета итальянского флага.